# Colastes longitergum
Colastes longitergum är en stekelart som beskrevs av Sergey A. Belokobylskij 1988. Colastes longitergum ingår i släktet Colastes och familjen bracksteklar. Inga underarter finns listade i Catalogue of Life.